# 耽美梦想
《耽美梦想》是2001年4月26日于日本的游戏开发公司科乐美发售的Game Boy Advance用恋爱模拟游戏。该游戏以新入校的女生为主角，便在日常生活过程中追求自己所喜欢的男性角色来展开的角色扮演游戏。角色设计由漫画家由贵香织里执笔。随后于2004年以《耽美梦想 〜优美的记忆〜》的名称发行了PlayStation 2用游戏。还有以《耽美梦想 〜永远的梦想曲〜》的名称由伊泽玲漫画化的作品等。同时还以《吟游默示录》的标题动画化。

## 游戏特色
该游戏以贵族学院为舞台展开。女主角可以自定义自己的名字，选择自己喜欢的男性进行追求。画面中会发光的人物就是女主角所选择的意中人。在约会中，要以意中人的喜好来进行自己所要向意中人表达的意思，才能获得意中人的芳心。各个角色对女主角的评价及印象可以到保健室找校医弗郎斯进行咨询。同时女主角还必须通过学习、绘画、运动、化妆、家政、讨论、休息来增加指数，提高自身的修养。

## 人物介绍

### 男性角色
欧路菲（オルフェ）
生日：12月14日、星座：射手座、社团活动：美术部
拥有金色头发的美青年，对艺术相关的事物情有独钟。是学园中的贵公子。
埃德（エド）
生日：7月3日、星座：巨蟹座、社团活动：马术部
拥有褐色肌肤的健壮青年。非常喜欢运动。性格活泼开朗，是最容易相处的一位。
卡美悠（カミユ）
生日：9月23日、星座：处女座、社团活动：园艺部
有着娃娃脸的小青年。特别喜欢与大自然密切相关的事物，经常照顾学园花园中的花花草草。
路易（ルーイ）
生日：11月2日、星座：天蝎座、社团活动：科学研究部
拥有深蓝长发的青年。特别崇尚有理论根据的事物。拥有略为神秘而孤高阴险的性格，但实际上确是一个有趣的人。
石月直司（石月ナオジ）
生日：2月23日、星座：摩羯座、社团活动：文学研究部
来自日本的一位美青年。擅长日本武士道。拥有冷静而又温柔的性格。特别喜欢文学及历史文化潮流。
艾扎克（アイザック）
生日：10月15日、星座：天秤座
27岁的男性。喜欢追求女性。经常佩戴着一副眼镜，且又极具野性的美男。实际上他是一名特工，靠当特工来赚钱维持生计。

### 女性角色
奥卡斯塔（オーガスタ）
生日：3月18日、星座：双鱼座、社团活动：马术部
拥有绿青色中长发的女性。不是很喜欢团体活动，态度比较冷淡。绝不容许别人在她面前撒娇。
玛琳（マーリン）
生日：4月3日、星座：白羊座、社团活动：神秘研究部
拥有桃红色双马尾的女生，经常爱抱着一个毛绒玩偶。其实上是一个头脑简单，容易令人讨厌的角色。
薇尔海米娜（ヴェルヘルミーネ）
生日：8月21日、星座：狮子座、社团活动：手艺部
拥有金色长发的美少女，是一家大富豪的大小姐。特别喜欢逛街。同时还是一个很容易相处的女孩。
弗郎斯（フランシス）
驻扎在学园保健室里的一名女校医。拥有波浪形的长发，着装略为性感。通晓学园中关于学生关系、学生资料等一切信息。

## 主创人员
- 制作人：山口公生
- 监制：佐佐木美惠
- 游戏设计：そりまちたかし
- 角色设计：由贵香织里
- 作画監督：河村由美子
- 音乐、声效：高添香织、千田弥生、千村隆之
- 故事剧本：芳野未来、小菅真美
- 塔罗牌设计：景由昌美